# Derocalymma granulata
Derocalymma granulata är en kackerlacksart som beskrevs av Henri Saussure och Leo Zehntner 1895. Derocalymma granulata ingår i släktet Derocalymma och familjen jättekackerlackor. Inga underarter finns listade i Catalogue of Life.